# Хоп-Вейл
Хоп-Вейл (англ. Hope Vale досл.: «Долина надежды») — город, находящийся в графстве (англ. shire) Кук (англ. Shire of Cook в честь британского мореплавателя, первым побывавшего здесь из англичан, Джеймса Кука) на границе с выделенным из этого графства аборигенным графством Хоп-Вейл (англ. Aboriginal Shire of Hope Vale) и район (англ. locality) в северо-восточном штате Квинсленд, Австралия. Это поселение аборигенов. В 2016 году в городе проживал 851 человек.

## География
Хоп-Вейл находится в восточной части полуострова Кейп-Йорк (северная часть Квинсленда). Расстояние до Куктауна (центр района) составляет 45 километров. К северо-западу от города находится национальный парк Лейкфилд.

## Демография
По данным переписи 2016 года, население Хоп-Вейла составило 851 человек. Из них 54,2 % были мужчины, а 45,8 % — женщины. Средний возраст населения составил 26 лет. 95,9 % населения города родились в Австралии.
| 1954 | 1981 | 1991 | 2006 | 2011 | 2016 |
| ---- | ---- | ---- | ---- | ---- | ---- |
| 133  | 489  | 823  | 765  | 1005 | 851  |